# لوئیسه ایساکسن
لوئیسه ایساکسن (نروژی: Louise Isachsen) زادهٔ ۱۱ دسامبر ۱۸۷۵م، در دراباک و مرگ به تاریخ ۱۱ مارس ۱۹۳۲م، در اسلو یک پزشک نروژی بود.
لوئیسه ایساکسن علاوه بر تخصص در رشتهٔ زنان و زایمان، اولین پزشک جراح زن در نروژ بود.

## پیشینه
لوئیسه ایساکسن سال ۱۸۷۵م، در شهرک دراباک به دنیا آمد. پدرش ناخدای کشتی بود. کودکی لوئیسه در محیطی مسیحی سپری شد و او تا پایان عمر اعتقادات و فعالیت مذهبی خود را حفظ کرد. تحصیلات متوسطه خود را در مدرسه راگنا نیلسن گذراند. سال ۱۸۹۳م، امتحانات پایانی که در مدرسه ای واقع در  کریستیانیا برگزار شد را با موفقیت پشت سر گذاشت. سپس به تحصیل پزشکی آغاز کرد و در سال ۱۹۰۰م، از دانشگاه اسلو مدرک دکترا دریافت کرد.

از سال ۱۹۰۱م، وارد دوره کارآموزی شد و تا سال ۱۹۰۲م، در بیمارستان ملی و بیمارستان شهرداری اسلو خدمت کرد. لوئیسه ایساکسن که از همان دورهٔ تحصیل به رشتهٔ زنان و زایمان علاقه داشت، به قصد ادامه تحصیل به ادینبرو سفر کرد. سال ۱۹۰۸م، مدتی به عنوان دستیار، در یک بیمارستان خصوصی زنان و زایمان در نروژ کار کرد. سال ۱۹۰۹م، بار دیگر به منظور ادامه تحصیل به برلین سفر کرد و پس از بازگشت به نروژ با چند پزشک متخصص زنان و زایمان همکاری داشت. بعد از ۴ سال خدمت به عنوان دستیار جراح در یکی از بیمارستانهای اسلو، از سال ۱۹۱۲م، در مقام جراح مستقل در همان بیمارستان مشغول کار شد. سال ۱۹۱۴م، برخلاف انتظارش، تقاضای استخدام وی به عنوان پزشک ذخیره متخصص زنان و زایمان در کلینیک زنان رد شد. مدارک تحصیلی یا سابقه کاری لوئیسه ایساکسن، کمبودی نداشت. علت جواب رد به درخواست وی، زن بودنش بود. در آن دوره در نروژ، پذیرش زنان به عنوان پزشک، همچنان بحث‌انگیز بود.
پاییز سال ۱۹۱۹م، لوئیسه ایساکسن به ایالات متحده سفر کرد؛ و در مایو کلینیک واقع در شیکاگو به کارآموزی و ادامه تحصیل پرداخت. سپس بین سالهای ۱۹۲۲ تا ۱۹۳۱م، به چندین کشور از جمله فرانسه، آلمان و سوئد سفر کرد تا جدیدترین شیوه‌های درمانی و درمان سرطان به وسیله اشعه ایکس را بیاموزد.

برای مبارزه با مقاومتی که در آن زمان در نروژ در مقابل مشارکت اجتماعی زنان وجود داشت، لوئیسه ایساکسن به مذهب متوسل شد و به دنبال جلب حمایت به محیط‌های مذهبی روی آورد. در همین گذرگاه در سال ۱۸۹۷م، «انجمن دانشجویان زن مسیحی» را بنیان گذاشت. بعدها در سال ۱۹۲۱م، به ابتکار وی انجمن پزشکان زن تشکیل شد. وی با اتکاء به شناخت خود از محافل مسیحی، بارها کلاس‌هایی در مورد بهداشت زنان و سقط جنین خود خواسته تشکیل داد و سخنرانی کرد. به ادعای بعضی از دوستانش، لوئیسه ایساکسن تا پایان عمر در سال ۱۹۳۲م، اعتقادات و روابط مذهبی خود را حفظ کرد.